# Schakalen (film, 1997)
Schakalen, (engelska The Jackal) är en amerikansk-brittisk-fransk-japansk-tysk action-thriller från 1997 med Bruce Willis, Richard Gere och Sidney Poitier i huvudrollerna.

## Synopsis
Den ryske maffialedaren Ghazzi dödas när han ska arresteras av FBI. För att hämnas på detta hyr Ghazzis bror en yrkesmördare, känd som Schakalen, för att i gengäld mörda en hög amerikansk regeringstjänsteman. FBI-chefen Carter Preston får hand om fallet, tillsammans med den ryska majoren Koslova. Den enda personen som vet hur Schakalen ser ut är den baskiska terroristen Isabella Zanconia som befinner sig på okänd plats i USA. Hennes tidigare partner, den dömde IRA-terroristen Declan Mulqueen, vet dock var hon är, men när Preston försöker få Mulqueen att avslöja var Zanconia är, avslöjar han att även han känner till Schakalens utseende och hans metoder, och lyckas övertala Preston att låta honom delta i jakten.
Schakalen använder en stulen identitet för att ta sig in i Kanada, där han avtalar med en lokal hantverkare att tillverka en motordriven upphängningsanordning till ett stort vapen. Preston, Mulqueen och Koslova lyckas vid ett par tillfällen komma i närheten av Schakalen, men han ligger hela tiden steget före. Efter ett sådant möte inser Mulqueen att Schakalen har en informatör i gruppen och att hans älskade Isabella Zanconia är i fara. Dessutom börjar han misstänka att de beskyddar fel regeringsperson.

## Om filmen
Schakalen regisserades av Michael Caton-Jones. Filmen hade Sverigepremiär den 17 april 1998 och är löst baserad på/inspirerad av Frederick Forsyths roman Schakalen från 1970. Filmen är en nyinspelning av den tidigare filmatiseringen, Schakalen från 1973.

## Rollista (i urval)
| Bruce Willis     | – Schakalen         |
| Richard Gere     | – Declan Mulqueen   |
| Sidney Poitier   | – Carter Preston    |
| Diane Venora     | – Valentina Koslova |
| Mathilda May     | – Isabella Zanconia |
| J.K. Simmons     | – T.I. Witherspoon  |
| Richard Lineback | – McMurphy          |
| John Cunningham  | – Donald Brown      |
| Jack Black       | – Ian Lamont        |
| Tess Harper      | – Första damen      |
| Leslie Philips   | – Woolburton        |
| Stephen Spinella | – Douglas           |
| Daniel Dae Kim   | – Akashi            |
| Jarmo Mäkinen    | – Ghazzis livvakt   |

## Kritiskt mottagande
Schakalen har fått många negativa recensioner. I Rotten Tomatoes har den bara fått 13%  och på Metacritic fick den 36 av 100.

## Release
Den 8 oktober 2001 släpptes Schakalen på DVD i Sverige.